# Heligmomerus prostans
Heligmomerus prostans là một loài nhện trong họ Idiopidae.
Loài này thuộc chi Heligmomerus. Heligmomerus prostans được Eugène Simon miêu tả năm 1892.